# Lisa Rosenmeier
Lisa Rosenmeier (født 30. marts 1959 i Nørresundby) er en dansk fotograf. Rosenmeier er uddannet på Skolen for Brugskunst fra 1983 til 1987 og på Kunstakademiet fra 1987 til 1993. Hun arbejder med flere kunstneriske udtryk, blandt andet en blanding af fotografi og installation. Hun bruger også elementer fra reklamens sprog.